# Kreuz Olpe-Süd
Kreuz Olpe-Süd is een knooppunt in de Duitse deelstaat Noordrijn-Westfalen.
Bij dit klaverbladknooppunt bij de stad Olpe kruist de A4 Keulen-Krombach/Kreuztal de A45 Dortmund-Frankfurt am Main.
Vanaf hier loopt de A4 verder naar het voorlopige oostelijke eindpunt bij Krombach/Kreuztal, terwijl de E40 met de A45 in zuidelijke richting naar Wetzlar loopt.

## Geografie
Het knooppunt ligt op het grondgebied van Wenden in de Kreis Olpe op de gemeentegrens met de stad Olpe.
Nabijgelegen stadsdelen zijn Gerlingen en Hillmicke van Wenden evenals Dahl en Saßmicke van Olpe.
Het knooppunt ligt ongeveer 3 kilometer ten zuidwesten van het centrum van Olpe, 20 km ten noordwesten van Siegen, ongeveer 65 km ten zuidoosten van Dortmund en ongeveer 60 km ten oosten van Keulen.
Het knooppunt ligt midden in het natuurgebied Ebbegebirge.

## Geschiedenis
Tot het gereed komen van de verlenging tot afrit Wenden begin 21e eeuw, werden alleen de parallelrijbanen gebruikt voor het verkeer

## Configuratie
Rijstrook
Nabij het knooppunt hebben beide snelwegen 2x2 rijstroken.
Alle verbindingswegen hebben één rijstrook.
Knooppunt
Het is een klaverbladknooppunt met rangeerbanen voor beide snelwegen
Bijzonderheid
Op de A4 vormt het knooppunt een gecombineerde afrit met de afrit Wenden.

## Verkeersintensiteiten
Dagelijks passeren ongeveer 76.000 voertuigen het knooppunt.
| Van                | Naar                 | Gemiddeld aantal voertuigen per dag | Percentage vrachtverkeer |
| ------------------ | -------------------- | ----------------------------------- | ------------------------ |
| AS Eckenhagen (A4) | AK Olpe-Süd          | 30.600                              | 15,1 %                   |
| AK Olpe-Süd        | AS Wenden (A4)       | 18.400                              | 14,3 %                   |
| AS Olpe (A45)      | AK Olpe-Süd          | 51.700                              | 21,6 %                   |
| AK Olpe-Süd        | AS Freudenberg (A45) | 51.300                              | 20,7 %                   |

## Richtingen knooppunt
| Aansluitende wegen            | Aansluitende wegen | Aansluitende wegen               | Aansluitende wegen | Aansluitende wegen                     |
| ----------------------------- | ------------------ | -------------------------------- | ------------------ | -------------------------------------- |
|                               |                    | richting Olpe / Hagen Dortmund   |                    | richting Wenden / Kreuztal Siegen-Nord |
|                               |                    |                                  |                    |                                        |
|                               |                    |                                  |                    |                                        |
|                               |                    |                                  |                    |                                        |
| richting Gummersbach / Keulen |                    | richting Siegen / Frankfurt a.M. |                    |                                        |